# Taekwondo tại Đại hội Thể thao Đông Nam Á 2011
Taekwondo tại Đại hội Thể thao Đông Nam Á 2011 được tổ chức tại POPKI Sport Hall, Cibubur, Indonesia.

## Huy chương

### Poomsae
| Giải         | Vàng                                                                                        | Bạc                                                                                          | Đồng                                                                    |
| ------------ | ------------------------------------------------------------------------------------------- | -------------------------------------------------------------------------------------------- | ----------------------------------------------------------------------- |
| Cá nhân nam  | Daniel Danny Harsono · Indonesia                                                            | Nguyễn Đình Toàn · Việt Nam                                                                  | Samuel Lee Wei Kang · Singapore                                         |
| Cá nhân nam  | Daniel Danny Harsono · Indonesia                                                            | Nguyễn Đình Toàn · Việt Nam                                                                  | Marvin Gabriel Vidal · Philippines                                      |
| Cá nhân nữ   | Lessitra Draningrati · Indonesia                                                            | Joyce Lim Soon Yi · Singapore                                                                | Ya Min K-Khine · Myanmar                                                |
| Cá nhân nữ   | Lessitra Draningrati · Indonesia                                                            | Joyce Lim Soon Yi · Singapore                                                                | Pich-chapha Tanakitcharoenpat · Thái Lan                                |
|              |                                                                                             |                                                                                              |                                                                         |
| Đồng đội nam | Indonesia · Daniel Danny Harsono · Asep Santoso · Muhamad Fazza Fitracahyanto               | Thái Lan · Attarnontwong Kittimapron · Naravich Rujirarotchanakorn · Noppol Pitukwongdeengam | Lào · Sengmany Vilayvone · Panyasit Bounheng · Manirard Soukthavone     |
| Đồng đội nam | Indonesia · Daniel Danny Harsono · Asep Santoso · Muhamad Fazza Fitracahyanto               | Thái Lan · Attarnontwong Kittimapron · Naravich Rujirarotchanakorn · Noppol Pitukwongdeengam | Singapore · Samuel Lee Kang Wei · Jason Tan Jun Wei · Muhammad Norhalim |
| Đồng đội nữ  | Philippines · Rani Ann Ortega · Francesca Camille Lagman Alarilla · Ma. Carla Janice Lagman | Việt Nam · Châu Tuyết Vân · Nguyễn Thị Lệ Kim · Nguyễn Thị Thu Ngân                          | không có giải thưởng                                                    |
| Đồng đội nữ  | Philippines · Rani Ann Ortega · Francesca Camille Lagman Alarilla · Ma. Carla Janice Lagman | Việt Nam · Châu Tuyết Vân · Nguyễn Thị Lệ Kim · Nguyễn Thị Thu Ngân                          | không có giải thưởng                                                    |
| Cặp hỗn hợp  | Việt Nam · Nguyễn Đình Toàn · Nguyễn Minh Tú                                                | Philippines · Marvin Gabriel Vidal · Shaneen Sia                                             | Lào · Soukthavy Panyasit · Ounvongsa Nola                               |
| Cặp hỗn hợp  | Việt Nam · Nguyễn Đình Toàn · Nguyễn Minh Tú                                                | Philippines · Marvin Gabriel Vidal · Shaneen Sia                                             | Malaysia · Ahmady Rady · Morren Urai Lian                               |

### Gyeorugi

#### Nam
| Giải                 | Vàng                           | Bạc                                | Đồng                            |
| -------------------- | ------------------------------ | ---------------------------------- | ------------------------------- |
| Hạng vây 54 kg       | Chutchawal Khawlaor · Thái Lan | Naing Dwe Shein · Myanmar          | Nguyễn Hữu Nhân · Việt Nam      |
| Hạng vây 54 kg       | Chutchawal Khawlaor · Thái Lan | Naing Dwe Shein · Myanmar          | Ahmad Nabil Faqih · Indonesia   |
| Hạng ruồi 58 kg      | Japoy Lizardo · Philippines    | Jerranat Nakaviroj · Thái Lan      | Phimmasone Douangsivilay · Lào  |
| Hạng ruồi 58 kg      | Japoy Lizardo · Philippines    | Jerranat Nakaviroj · Thái Lan      | Jason Tan Jun We · Singapore    |
| Hạng gà 63 kg        | Mangkheua Sonexa · Lào         | Rusfredy Petrus · Malaysia         | Pen-ek Karaket · Thái Lan       |
| Hạng gà 63 kg        | Mangkheua Sonexa · Lào         | Rusfredy Petrus · Malaysia         | Merry Wandra · Indonesia        |
| Hạng lông 68 kg      | Kongpon Koomkron · Thái Lan    | Thammavong Phouthasone · Lào       | Samuel Morrison · Philippines   |
| Hạng lông 68 kg      | Kongpon Koomkron · Thái Lan    | Thammavong Phouthasone · Lào       | Afifuddin Omar Sidek · Malaysia |
| Hạng nhẹ 74 kg       | Dương Thanh Tâm · Việt Nam     | Peerathep Sila-on · Thái Lan       | Vannavong Saysana · Lào         |
| Hạng nhẹ 74 kg       | Dương Thanh Tâm · Việt Nam     | Peerathep Sila-on · Thái Lan       | Yulius Fernando · Indonesia     |
| Hạng bán trung 80 kg | Nattapat Tantramart · Thái Lan | Sawatvilay Phimmasone · Lào        | Võ Hoàng Giao · Việt Nam        |
| Hạng bán trung 80 kg | Nattapat Tantramart · Thái Lan | Sawatvilay Phimmasone · Lào        | Mohammad Saifullah · Brunei     |
| Hạng trung 87 kg     | Basuki Nugroho · Indonesia     | Jose Anthony Soriano · Philippines | Nguyễn Trọng Cường · Việt Nam   |
| Hạng trung 87 kg     | Basuki Nugroho · Indonesia     | Jose Anthony Soriano · Philippines | Phon Virak · Campuchia          |
| Hạng nặng +87 kg     | Rizal Samsir · Indonesia       | Alexander Briones · Philippines    | Đinh Quang Đức · Việt Nam       |

#### Nữ
| Giải                 | Vàng                               | Bạc                            | Đồng                               |
| -------------------- | ---------------------------------- | ------------------------------ | ---------------------------------- |
| Hạng vây 46 kg       | Fransisca Valentina · Indonesia    | Nurul Asfahlina · Malaysia     | Luisa dos Santos Rosa · Đông Timor |
| Hạng vây 46 kg       | Fransisca Valentina · Indonesia    | Nurul Asfahlina · Malaysia     | Leigh Anne Nuguid · Philippines    |
| Hạng ruồi 49 kg      | Apitchaya Chaikaew · Thái Lan      | Trương Thị Nhớ · Việt Nam      | Pauline Lopez · Philippines        |
| Hạng ruồi 49 kg      | Apitchaya Chaikaew · Thái Lan      | Trương Thị Nhớ · Việt Nam      | Khounviseth Manivanh · Lào         |
| Hạng gà 53 kg        | Sarita Phongsri · Thái Lan         | Siska Permata Sari · Indonesia | Chhoeung Puthearim · Campuchia     |
| Hạng gà 53 kg        | Sarita Phongsri · Thái Lan         | Siska Permata Sari · Indonesia | Đoàn Thị Hương Giang · Việt Nam    |
| Hạng lông 57 kg      | Worawong Pongpanit · Thái Lan      | Lia Karina Mansur · Indonesia  | Nguyễn Thị Hoài Thu · Việt Nam     |
| Hạng lông 57 kg      | Worawong Pongpanit · Thái Lan      | Lia Karina Mansur · Indonesia  | Karla Avala · Philippines          |
| Hạng nhẹ 62 kg       | Maria Camille Manalo · Philippines | Nguyễn Thanh Thảo · Việt Nam   | Vony Dian Permata Sari · Indonesia |
| Hạng nhẹ 62 kg       | Maria Camille Manalo · Philippines | Nguyễn Thanh Thảo · Việt Nam   | Sorn Seavmey · Campuchia           |
| Hạng bán trung 67 kg | Dhunyanun Premwaew · Thái Lan      | Mathmanisone Valy · Lào        | Ywet Wah Htun · Myanmar            |
| Hạng bán trung 67 kg | Dhunyanun Premwaew · Thái Lan      | Mathmanisone Valy · Lào        | Chu Hoàng Diệu Linh · Việt Nam     |
| Hạng trung 73 kg     | Hà Thị Nguyên · Việt Nam           | Sorn Davin · Campuchia         | Jacquelin Quek Jie Lin · Singapore |
| Hạng trung 73 kg     | Hà Thị Nguyên · Việt Nam           | Sorn Davin · Campuchia         | Catur Yuni Riyaningsih · Indonesia |
| Hạng nặng +73 kg     | Kirstie Alora · Philippines        | Eka Sahara · Indonesia         | không có giải thưởng               |

## Bảng tổng sắp huy chương
| Hạng                | Đoàn                | Vàng | Bạc | Đồng | Tổng số |
| ------------------- | ------------------- | ---- | --- | ---- | ------- |
| 1                   | Thái Lan (THA)      | 7    | 3   | 2    | 12      |
| 2                   | Indonesia (INA)     | 6    | 3   | 5    | 14      |
| 3                   | Philippines (PHI)   | 4    | 3   | 5    | 12      |
| 4                   | Việt Nam (VIE)      | 3    | 5   | 6    | 14      |
| 5                   | Lào (LAO)           | 1    | 3   | 5    | 9       |
| 6                   | Malaysia (MAS)      | 0    | 2   | 2    | 4       |
| 7                   | Singapore (SIN)     | 0    | 1   | 4    | 5       |
| 8                   | Campuchia (CAM)     | 0    | 1   | 3    | 4       |
| 9                   | Myanmar (MYA)       | 0    | 1   | 2    | 3       |
| 10                  | Brunei (BRU)        | 0    | 0   | 1    | 1       |
| 10                  | Đông Timor (TLS)    | 0    | 0   | 1    | 1       |
| Tổng số (11 đơn vị) | Tổng số (11 đơn vị) | 21   | 22  | 36   | 79      |